# Taraxacum lancidens
Taraxacum lancidens — вид квіткових рослин з родини айстрових (Asteraceae). Вид зростає в Європі: Німеччина, Велика Британія, Ірландія, Нідерланди, Польща; це багаторічна рослина помірних біомів.

## Опис
Зовнішні приквітки шириною < 3,5 мм; кінці язичка помаранчеві.